# Pyrus

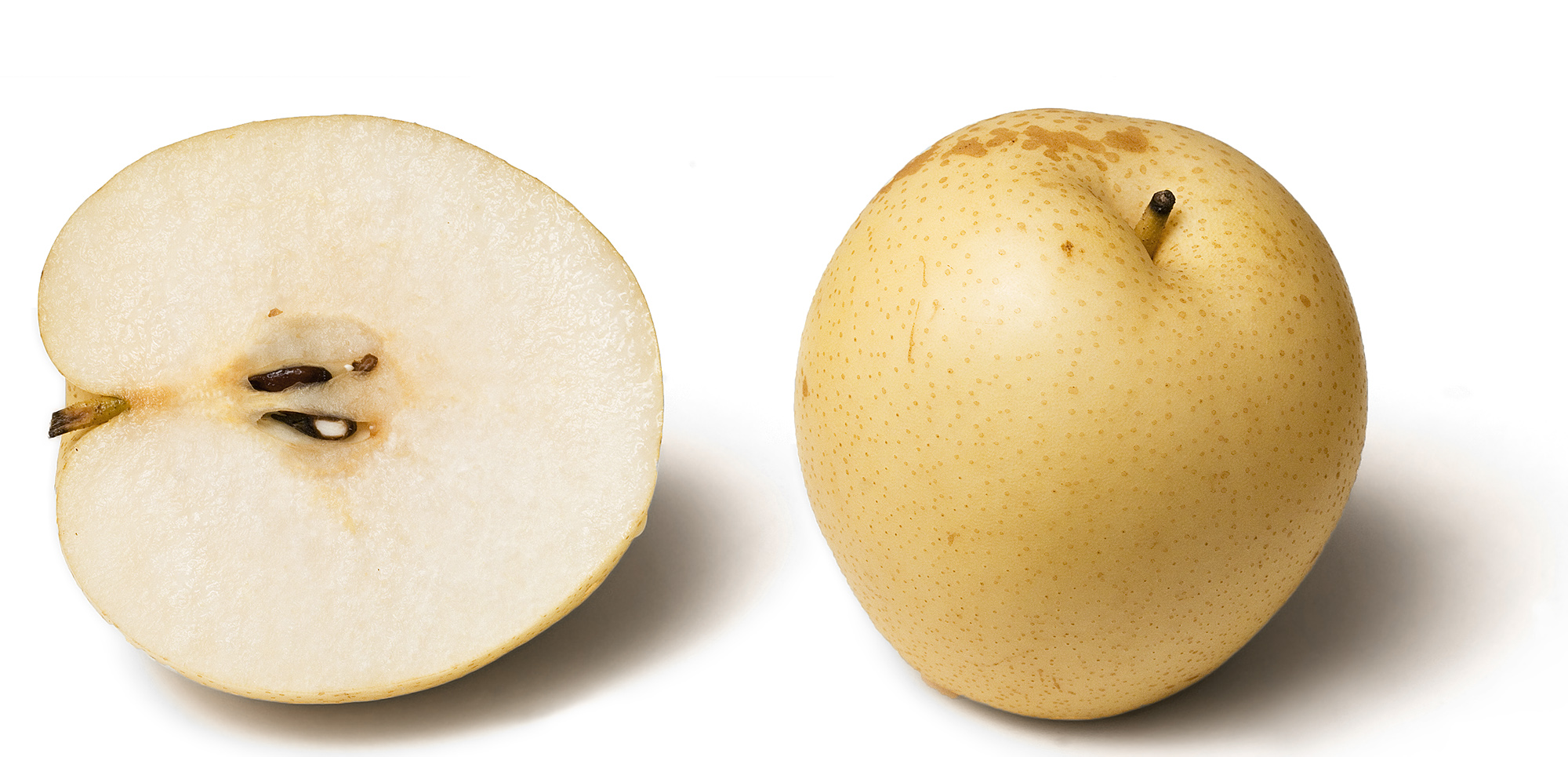
Many varieties, such as the Nashi pear, are not "pear-shaped"

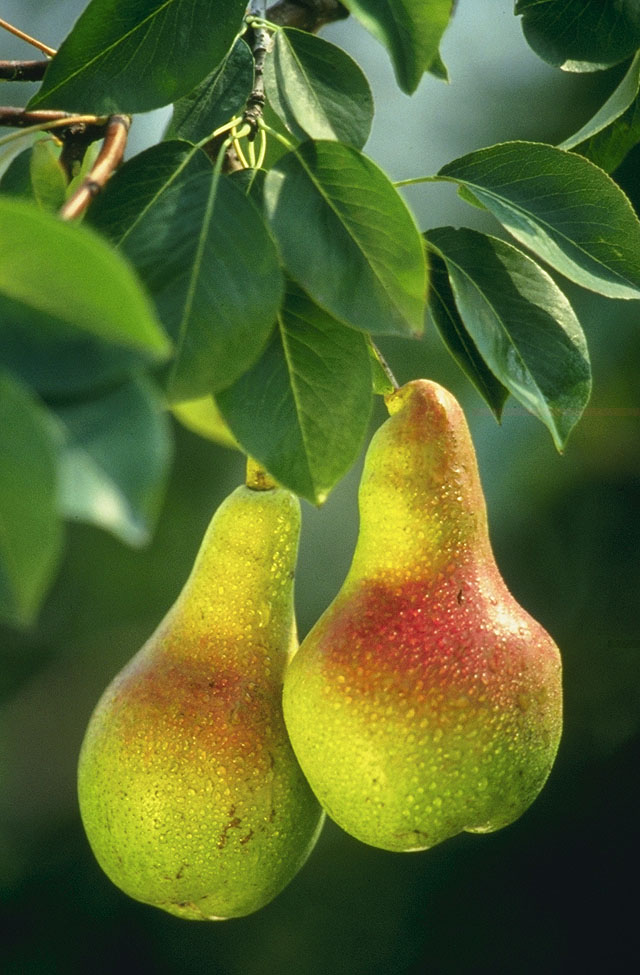

Pyrus este un gen de plante, care cuprinde perii. Se caracterizează prin florile de culoare albă. Staminele au anterele de culoarea roșie și nu galbene ca la Malus (măr). Fructul (para) conține în pulpă sclereide.

## Specii
- Pyrus pyraster - păr pădureț, crește spontan la margini de păduri începând din zona de câmpie și până în zona subcarpatică. În silvostepa Dobrogei și în pădurile din sudul și estul județului Galați se întâlnește Pyrus elaeagrifolia (păr argintiu), cu frunzele mai alungite, argintiu tomentoase și fructele mai lignificate.
- Pyrus communis - păr ,arbore înalt până la 20 m .Frunzele ovat-eliptice, glabre, sunt fin serate. Florile sunt dispuse in corimbe ,cu petalele albe ,iar anterele staminelor sunt roșii-violete. Gineceul pentacarpelar are stilele libere. Fructul polifoliculă falsă, prevazută cu sclereide. Cultivat pentru fructele sale în numeroase culturi.

Lista speciilor conform Catalogue of Life:
- Pyrus acutiserrata
- Pyrus anatolica
- Pyrus arachnoidea
- Pyrus armeniacifolia
- Pyrus asiae-mediae
- Pyrus babadagensis
- Pyrus betulifolia
- Pyrus boissieriana
- Pyrus bourgaeana
- Pyrus bovei
- Pyrus bretschneideri
- Pyrus calleryana
- Pyrus castaneifolia
- Pyrus castribonensis
- Pyrus chosrovica
- Pyrus ciancioi
- Pyrus communis
- Pyrus cordata
- Pyrus costata
- Pyrus demetrii
- Pyrus elaeagrifolia
- Pyrus eldarica
- Pyrus farsistanica
- Pyrus fauriei
- Pyrus fedorovii
- Pyrus ferganensis
- Pyrus ghahremanii
- Pyrus giffanica
- Pyrus grossheimii
- Pyrus hajastana
- Pyrus hakkiarica
- Pyrus hopeiensis
- Pyrus hyrcana
- Pyrus jacquemontiana
- Pyrus kandevanica
- Pyrus ketzkhovelii
- Pyrus korshinskyi
- Pyrus longipedicellata
- Pyrus magyarica
- Pyrus mazanderanica
- Pyrus myloslavensis
- Pyrus nivalis
- Pyrus nutans
- Pyrus oxyprion
- Pyrus pashia
- Pyrus phaeocarpa
- Pyrus pseudopashia
- Pyrus pseudosyriaca
- Pyrus pyrifolia
- Pyrus quinqueflora
- Pyrus regelii
- Pyrus sachokiana
- Pyrus salicifolia
- Pyrus serikensis
- Pyrus serrulata
- Pyrus sicanorum
- Pyrus sinkiangensis
- Pyrus spinosa
- Pyrus syriaca
- Pyrus tadshikistanica
- Pyrus taiwanensis
- Pyrus takhtadzhianii
- Pyrus tamamschianae
- Pyrus theodorovii
- Pyrus trilocularis
- Pyrus turcomanica
- Pyrus tuskaulensis
- Pyrus ussuriensis
- Pyrus uyematsuana
- Pyrus vallis-demonis
- Pyrus voronovii
- Pyrus xerophila
- Pyrus yaltirikii
- Pyrus zangezura